# Leptochela carinata
Leptochela carinata är en kräftdjursart som beskrevs av Ortmann 1893. Leptochela carinata ingår i släktet Leptochela och familjen Pasiphaeidae. Inga underarter finns listade i Catalogue of Life.